# دي جي موغز
لورنس موغيرود (Lawrence muggerud)  ويعرف أكثر باسم شهرته دي جي موغز (DJ Muggs)  هو دي جي ومنتج موسيقى وملحن أمريكي ولد في 18 يناير سنة 1968. أغلب انتجاته الموسيقية تتمثل في التلحين (بالإنجليزية: tracks)‏ لعدد كبير من المغنين المعروفين من بينهم «فانكدوبيست» (بالإنجليزية: funkdoobiest)‏ «هاوس أوف باين» (بالإنجليزية: house of pian)‏ و«ديزي راسكال» (بالإنجليزية: dizzee rascal)‏,"يو تو (بالإنجليزية: U 2)‏ ,"ديبيتش مود (بالإنجليزية: depeche mode)‏ و «داي أنتوورد» (بالإنجليزية: die antwoord)‏.

## روابط خارجية
- دي جي موغز على موقع IMDb (الإنجليزية)
- دي جي موغز على موقع ميوزك برينز (الإنجليزية)
- دي جي موغز على موقع ميوزك برينز (الإنجليزية)
- دي جي موغز على موقع إن إن دي بي (الإنجليزية)
- دي جي موغز على موقع أول ميوزيك (الإنجليزية)
- دي جي موغز على موقع ديسكوغز (الإنجليزية)
- دي جي موغز على موقع ديسكوغز (الإنجليزية)